# Frações parciais em análises complexas
Em análises complexas, a expansão de uma fração parcial é uma maneira de escrever uma função meromórfica f(z) como um somatório infinito de funções racionais e polinomiais. Quando f(z) é uma função racional, isso se reduz ao método de frações parciais.

## Motivação
Ao utilizarmos uma divisão longa polinomial e a técnica de fração parcial da álgebra, qualquer função racional pode ser escrita como somatório de termos na forma 1 / (az + b)k + p(z), onde a e b são números complexos, k é um inteiro e p(z) é um polinômio. Assim como a fatoração polinomial pode ser generalizadas no método de fatoração de Weierstrass, há uma analogia entre a expansão de frações parciais e certas funções meromórficas. 
Uma função racional adequada, na qual o grau do denominador é maior que o grau do numerados, tem uma expansão de frações parciais com termos polinomiais.  Similarmente, uma função meromorfica f(z) na qual /f(z)/ vai a 0 quando z vai ao infinito menos rapidamente que /1/z/, tem a sua expansão sem termos polinomiais. 

## Cálculo
Seja f(z) uma função meromórfica no finito plano complexo com polos em λ 1, λ 2, ..., e seja ( Γ 1, Γ 2, ...) uma sequência de simples curvas fechadas, tal que:
- A origem se encontra em cada curva Γk
- Nenhuma curva passa pelo polo de f
- Γk   se encontra dentro de Γk+1 para todo k
- {\displaystyle \lim _{k\rightarrow \infty }d(\Gamma _{k})=\infty }, onde d(Γk) nos da a distancia da cura a origem

Suponha que também exista um integrador p, tal que:
{\displaystyle \lim _{k\rightarrow \infty }\oint _{\Gamma _{k}}\left|{\frac {f(z)}{z^{p+1}}}\right||dz|<\infty }
Escrevendo PP(f(z); z = λk) para parte principal da expansão de Laurent de f sobre o ponto λk, temos que:
{\displaystyle f(z)=\sum _{k=0}^{\infty }\operatorname {PP} (f(z);z=\lambda _{k}),}
se p = -1, e se p < -1,
{\displaystyle f(z)=\sum _{k=0}^{\infty }(\operatorname {PP} (f(z);z=\lambda _{k})+c_{0,k}+c_{1,k}z+\cdots +c_{p,k}z^{p}),}
onde os coeficiente cj,k são dados por:
{\displaystyle c_{j,k}=\operatorname {Res} _{z=\lambda _{k}}{\frac {f(z)}{z^{j+1}}}}
λ0  deveria ser definifo em 0, porque mesmo que f(z) não tenha um polo em 0, os resíduos de f(z)/zj+1 em z = 0 ainda devem ser inclusos na soma.
Observe que no caso em que λ0 = 0, podemos usar a expansão de Laurent de f(z)  sobre a origem para obter
{\displaystyle f(z)={\frac {a_{-m}}{z^{m}}}+{\frac {a_{-m+1}}{z^{m-1}}}+\cdots +a_{0}+a_{1}z+\cdots }
{\displaystyle c_{j,k}=\operatorname {Res} _{z=0}\left({\frac {a_{-m}}{z^{m+j+1}}}+{\frac {a_{-m+1}}{z^{m+j}}}+\cdots +{\frac {a_{j}}{z}}+\cdots \right)=a_{j},}
{\displaystyle \sum _{j=0}^{p}c_{j,k}z^{j}=a_{0}+a_{1}z+\cdots +a_{p}z^{p}}
De modo que a contribuição termo polinomial seja exatamente a parte regular da serie de Laurent até zp.
Para os outros polos λk, onde k ≥ 1, 1/zj+1 podem ser tirados para fora dos cálculos:
{\displaystyle c_{j,k}={\frac {1}{\lambda _{k}^{j+1}}}\operatorname {Res} _{z=\lambda _{k}}f(z)}
{\displaystyle \sum _{j=0}^{p}c_{j,k}z^{j}=[\operatorname {Res} _{z=\lambda _{k}}f(z)]\sum _{j=0}^{p}{\frac {1}{\lambda _{k}^{j+1}}}z^{j}}
Para evitar problemas de convergência, os polos devem ser ordenados, para que se λk está dentro de Γn, então λj também está dentro de Γn para todo j < k.

## Exemplo
Os exemplos mais simples de funções meromórficas com um número infinito de polos são as funções trigonométricas não completas. Peguemos a função tan(z), tan(z) é uma função meromórfica com polos em (n + 1/2)π, n = 0, ±1, ±2, ... Os contornos Γk serão quadrados com os vértices em ±πk ± πki atravessados no sentido antihorário, k>1, que satisfazem as condições necessárias. 
Nos lados horizontais de Γ k ,
{\displaystyle z=t\pm \pi ki,\ \ t\in [-\pi k,\pi k],}
então
{\displaystyle |\tan(z)|^{2}=\left|{\frac {\sin(t)\cosh(\pi k)\pm i\cos(t)\sinh(\pi k)}{\cos(t)\cosh(\pi k)\pm i\sin(t)\sinh(\pi k)}}\right|^{2}}
{\displaystyle |\tan(z)|^{2}={\frac {\sin ^{2}(t)\cosh ^{2}(\pi k)+\cos ^{2}(t)\sinh ^{2}(\pi k)}{\cos ^{2}(t)\cosh ^{2}(\pi k)+\sin ^{2}(t)\sinh ^{2}(\pi k)}}}
sinh(x) <cosh(x) para todo x real, o que acarreta em
{\displaystyle |\tan(z)|^{2}<{\frac {\cosh ^{2}(\pi k)(\sin ^{2}(t)+\cos ^{2}(t))}{\sinh ^{2}(\pi k)(\cos ^{2}(t)+\sin ^{2}(t))}}=\coth ^{2}(\pi k)}
Para x>0, coth(x) é contínuo, decrescente e limitado abaixo por 1, então nos lados horizontais de Γk, |tan(z)| < coth(π). Similrmente, pode ser mostrado que |tan(z)| < 1 nos lados verticais de 
Com este limite em |tan(z)|, podemos ver que
{\displaystyle \oint _{\Gamma _{k}}\left|{\frac {\tan(z)}{z}}\right|dz\leq \operatorname {length} (\Gamma _{k})\max _{z\in \Gamma _{k}}\left|{\frac {\tan(z)}{z}}\right|<8k\pi {\frac {\coth(\pi )}{k\pi }}=8\coth(\pi )<\infty .}
(O máximo de |1/z| em Γk ocorre no mínimo de |z|, que é kπ).
Portanto, p=0, e a expansão da fração parcial de tan(z) e se parece com
{\displaystyle \tan(z)=\sum _{k=0}^{\infty }(\operatorname {PP} (\tan(z);z=\lambda _{k})+\operatorname {Res} _{z=\lambda _{k}}{\frac {\tan(z)}{z}}).}
As partes principais dos resíduos são fáceis de se calcular, pois os polos de tan(z) são simples e tem resíduo de -1:
{\displaystyle \operatorname {PP} (\tan(z);z=(n+{\frac {1}{2}})\pi )={\frac {-1}{z-(n+{\frac {1}{2}})\pi }}}
{\displaystyle \operatorname {Res} _{z=(n+{\frac {1}{2}})\pi }{\frac {\tan(z)}{z}}={\frac {-1}{(n+{\frac {1}{2}})\pi }}}
Podemos ignorar que λ0 = 0, pois ambos tan(z) e tan(z)/z são analíticos em 0, então não há contribuição para soma, e ordenando os polos λ0 = 0 para que λ1 = π/2, λ2 = -π/2, λ3 = 3π/2, etc., temos que:
{\displaystyle \tan(z)=\sum _{k=0}^{\infty }\left[\left({\frac {-1}{z-(k+{\frac {1}{2}})\pi }}-{\frac {1}{(k+{\frac {1}{2}})\pi }}\right)+\left({\frac {-1}{z+(k+{\frac {1}{2}})\pi }}+{\frac {1}{(k+{\frac {1}{2}})\pi }}\right)\right]}
{\displaystyle \tan(z)=\sum _{k=0}^{\infty }{\frac {-2z}{z^{2}-(k+{\frac {1}{2}})^{2}\pi ^{2}}}}

## Aplicações

### Produtos infinitos
Porque as frações parciais são normalmente produtos de somas de 1/(a+bz), pode ser útil achar uma maneira de escrever a função como um produto infinito; integrando ambos os lados temos uma soma de logaritmos, e fazendo o exponencial temos o produto desejado:
{\displaystyle \tan(z)=-\sum _{k=0}^{\infty }\left({\frac {1}{z-(k+{\frac {1}{2}})\pi }}+{\frac {1}{z+(k+{\frac {1}{2}})\pi }}\right)}
{\displaystyle \int _{0}^{z}\tan(w)dw=\log \sec z}
{\displaystyle \int _{0}^{z}{\frac {1}{w\pm (k+{\frac {1}{2}})\pi }}dw=\log \left(1\pm {\frac {z}{(k+{\frac {1}{2}})\pi }}\right)}
Aplicando algumas regras de logaritmo, 
{\displaystyle \log \sec z=-\sum _{k=0}^{\infty }\left(\log \left(1-{\frac {z}{(k+{\frac {1}{2}})\pi }}\right)+\log \left(1+{\frac {z}{(k+{\frac {1}{2}})\pi }}\right)\right)}
{\displaystyle \log \cos z=\sum _{k=0}^{\infty }\log \left(1-{\frac {z^{2}}{(k+{\frac {1}{2}})^{2}\pi ^{2}}}\right),}
que finalmente nos da
{\displaystyle \cos z=\prod _{k=0}^{\infty }\left(1-{\frac {z^{2}}{(k+{\frac {1}{2}})^{2}\pi ^{2}}}\right).}

### Séries de Laurent
A expansão de frações parciais de uma função pode também ser usada para achar uma serie de Laurent para ela, simplesmente substituindo a função racional no somatório pela sua série de Laurent, que normalmente não são complicadas de serem escritas na forma fechada. Isso também pode levar a identidades interessantes, se a serie de Laurent já é conhecida.
Lembrem-se que
{\displaystyle \tan(z)=\sum _{k=0}^{\infty }{\frac {-2z}{z^{2}-(k+{\frac {1}{2}})^{2}\pi ^{2}}}=\sum _{k=0}^{\infty }{\frac {-8z}{4z^{2}-(2k+1)^{2}\pi ^{2}}}.}
Podemos expandir o somatório usando uma série geométrica:
{\displaystyle {\frac {-8z}{4z^{2}-(2k+1)^{2}\pi ^{2}}}={\frac {8z}{(2k+1)^{2}\pi ^{2}}}{\frac {1}{1-({\frac {2z}{(2k+1)\pi }})^{2}}}={\frac {8}{(2k+1)^{2}\pi ^{2}}}\sum _{n=0}^{\infty }{\frac {2^{2n}}{(2k+1)^{2n}\pi ^{2n}}}z^{2n+1}.}
Substituindo de volta,
{\displaystyle \tan(z)=2\sum _{k=0}^{\infty }\sum _{n=0}^{\infty }{\frac {2^{2n+2}}{(2k+1)^{2n+2}\pi ^{2n+2}}}z^{2n+1},}
o que mostra que os coeficientes an na série de Laurent (Taylor) de tan(z) sobre z=o são
{\displaystyle a_{2n+1}={\frac {T_{2n+1}}{(2n+1)!}}={\frac {2^{2n+3}}{\pi ^{2n+2}}}\sum _{k=0}^{\infty }{\frac {1}{(2k+1)^{2n+2}}}}
{\displaystyle a_{2n}={\frac {T_{2n}}{(2n)!}}=0,}
onde T n são os números tangentes .
Por outro lado, podemos comparar essa fórmula com a expansão de Taylor para tan(z) em z=0 para calcular o somatório infinito:
{\displaystyle \tan(z)=z+{\frac {1}{3}}z^{3}+{\frac {2}{15}}z^{5}+\cdots }
{\displaystyle \sum _{k=0}^{\infty }{\frac {1}{(2k+1)^{2}}}={\frac {\pi ^{2}}{2^{3}}}={\frac {\pi ^{2}}{8}}}
{\displaystyle \sum _{k=0}^{\infty }{\frac {1}{(2k+1)^{4}}}={\frac {1}{3}}{\frac {\pi ^{4}}{2^{5}}}={\frac {\pi ^{4}}{96}}.}